# Lignou
Lignou is een gemeente in het Franse departement Orne (regio Normandië) en telt 148 inwoners (1999). De plaats maakt deel uit van het arrondissement Argentan.

## Geografie
De oppervlakte van Lignou bedraagt 7,7 km², de bevolkingsdichtheid is 19,2 inwoners per km².
De onderstaande kaart toont de ligging van Lignou met de belangrijkste infrastructuur en aangrenzende gemeenten.

## Demografie
Onderstaande figuur toont het verloop van het inwonertal (bron: INSEE-tellingen).